# アパヌース郡 (アイオワ州)
アパヌース郡（英: Appanoose County）は、アメリカ合衆国アイオワ州の南部に位置する郡である。2010年国勢調査での人口は12,884人であり、2000年の13,721人から6.1％減少した。郡庁所在地はセンタービル市（人口5,528人）であり、同郡で人口最大の都市でもある。アパヌース郡は1843年に設立され、郡名はアパヌース酋長に因んで名付けられた。
アパヌース郡はかつて大きな石炭生産地域だった。近年アイオワ州は代替の雇用形態として製造業を発展させようとしてきた。センタービルの産業団地にあったラバーメイドの工場が郡内最大の民間雇用主だったが、2006年6月に10月に閉鎖すると発表した。

## 歴史
アパヌース郡は1843年2月17日に、それまで組織の無かった所に設立された。郡名はメスクワキ族酋長アパヌースに因んで名付けられた。アパヌース酋長はブラック・ホークの戦争に参加せず、和平を提唱した。現在の郡庁所在地は元チャルディーと呼ばれており、後にテネシー州知事デウィット・クリントン・センターに因んでセンタービルと改称された。1848年4月、160ドルで建設された郡庁舎の使用が開始され、1857年まで使われた。2代目の郡庁舎は1864年に開設され、独立記念日の花火大会の時に焼けてしまった。3代目は1903年5月21日に落成し、現在も使われている。

## 地理
アメリカ合衆国国勢調査局に拠れば、郡域全面積は516.35平方マイル (1,337.3 km2)であり、このうち陸地496.25平方マイル (1,285.3 km2)、水域は20.10平方マイル (52.1 km2)で水域率は3.89％である。チャリトン川を堰き止めて造ったラスバン貯水池が郡内でも目立つ地形である。

### 主要高規格道路
- アイオワ州道2号線
- アイオワ州道5号線
- アイオワ州道202号線

### 隣接する郡
- モンロー郡 - 北
- ワペロ郡 - 北東
- ルーカス郡 - 北西
- デイビス郡 - 東
- スカイラー郡 (ミズーリ州) - 南東
- パットナム郡 (ミズーリ州) - 南西
- ウェイン郡 - 西

## 人口動態

### 2010年国勢調査
以下は2010年国勢調査による人口統計データである。
基礎データ
- 人口: 12,884人
- 人口密度: 10人/km2（26人/mi2）
- 住居数: 6,633軒
- 使用住居: 5,627軒[6]

### 2000年国勢調査

2000人口ピラミッド

以下は2000年国勢調査による人口統計データである。
| 基礎データ - 人口: 13,721人 - 世帯数: 5,779 世帯 - 家族数: 3,802 家族 - 人口密度: 11人/km2（28人/mi2） - 住居数: 6,697軒 - 住居密度: 5軒/km2（14軒/mi2） 人種別人口構成 - 白人: 98.16% - アフリカン・アメリカン: 0.42% - ネイティブ・アメリカン: 0.17% - アジア人: 0.26% - 太平洋諸島系: 0.01% - その他の人種: 0.27% - 混血: 0.71% - ヒスパニック・ラテン系: 0.98% 年齢別人口構成 - 18歳未満: 23.7% - 18-24歳: 7.8% - 25-44歳: 25.2% - 45-64歳: 23.5% - 65歳以上: 20.0% - 年齢の中央値: 41歳 - 性比（女性100人あたり男性の人口） - 総人口: 91.5 - 18歳以上: 89.5 | 世帯と家族（対世帯数） - 18歳未満の子供がいる: 28.4% - 結婚・同居している夫婦: 53.1% - 未婚・離婚・死別女性が世帯主: 8.8% - 非家族世帯: 34.2% - 単身世帯: 29.9% - 65歳以上の老人1人暮らし: 15.4% - 平均構成人数 - 世帯: 2.34人 - 家族: 2.89人 収入と家計 - 収入の中央値 - 世帯: 28,612米ドル - 家族: 35,980米ドル - 性別 - 男性: 27,449米ドル - 女性: 20,452米ドル - 人口1人あたり収入: 14,644米ドル - 貧困線以下 - 対人口: 14.5% - 対家族数: 10.1% - 18歳未満: 16.0% - 65歳以上: 14.1% |

## 都市と町
| - センタービル - 郡庁所在地 - シンシナティ - エクスライン | - モラビア - ムールトン - ミスティック | - ヌマ - プラーノ - ラスバン | - ユーデル - ユニオンビル |

### 郡区
アパヌース郡は17の郡区に分かれている。
| - ベルエア - コールドウェル - チャリトン - ダグラス - フランクリン | - インディペンデンス - ジョーンズ - リンカーン - プレザント - シャロン | - テイラー - ユーデル - ユニオン - バーミリオン - ウォルナット | - ワシントン - ウェルズ |